# ニッテレ債権回収
ニッテレ債権回収株式会社（ニッテレさいけんかいしゅう、英: Nittele Credit Collection Co., Ltd.）は、東京都港区に本社を置く、NTSホールディングス株式会社傘下の債権回収会社である。
法務省許可番号は第7号。

## 業務内容
「債権管理回収業に関する特別措置法」（サービサー法）に基づき、法務大臣より営業許可を受けた民間の専門会社。金融機関等から委託を受け、または譲り受けて、特定金銭債権の管理回収を行う。
また、特定金銭債権にあたらない公共料金・通信販売・情報料などの債権も譲り受け、集金代行も行っている。

## 概説
1986年8月設立。
民法上の組合方式である債権管理組合の業務執行者で、特定の企業グループに属さない独立系債権回収会社である。
創業当時はミネベアグループであったが、1997年に独立。
無担保小口債権の債権回収に強みをもち、全国展開を行っており、札幌から福岡まで8支店、7センターを有する。
社名は前身の「日本テレサーチ株式会社」に由来する。そのため、日本テレビ放送網（日本テレビ:日テレ）（日本テレビホールディングス）や日本テレビ共聴（東京都中央区に存在する設備工事業）とは何ら関係はない。

## 沿革
- 1986年8月1日 - ミネベアグループが、北海道クレジットサービス株式会社を設立。
- 1986年11月 - 北海道クレジットサービス株式会社が、全日本クレジットサービス株式会社に商号変更。北日本債権共同管理組合を設立して、同組合の業務執行者となる。
- 1987年4月 - 全日本クレジットサービス株式会社が、（旧）日本テレサーチ株式会社に商号変更。全日本債権共同管理組合を設立して、同組合の業務執行者となる。
- 1997年12月 - ミネベアグループから独立。
- 1999年3月 - （旧）ニッテレ債権回収株式会社を設立。
- 1999年6月1日 - （旧）ニッテレ債権回収株式会社が、法務大臣より債権回収会社の営業許可を取得。
- 1999年7月 - （旧）ニッテレ債権回収株式会社が、サービサー業務を開始し、全日本債権共同管理組合の業務を移行。
- 2000年6月30日 - 全日本債権共同管理組合が、業務移行完了により解散。
- 2001年1月 - （旧）日本テレサーチ株式会社が、（旧）ニッテレ債権回収株式会社を吸収合併し、（新）ニッテレ債権回収株式会社に商号変更。
- 2008年7月 - グループ会社として、テレマーケティング会社の（新）日本テレサーチ株式会社を設立。
- 2014年1月 - 株式移転により持株会社のNTSホールディングス株式会社を設立して、その完全子会社となる。